# أمنية فخري
أمنية عادل خالد فخري بطلة العالم السابقة لعام 2006 في الخماسي الحديث، الجري والسباحة والرماية والمبارزة وركوب الخيل. وُلدت 2 فبراير 1982. حصلت على المركز الـ12 في بطولة كأس العالم المرحلة الثانية بالمكسيك 2008. في 2009، قررت أمنية فخري الاعتزال، بعد أن تم انتخابها عن لجنة اللاعبين بالاتحاد الدولي للخماسي الحديث، فكانت اللاعبة المصرية الوحيدة التي تم تصنيفها بالاتحاد الدولي- تحت 12 سنة- من أحسن عشر لاعبات على مستوى العالم. وتصدرت المركز الأول في مباريات السباحة في بطولات العالم منذ عام 2000 وحتى عام 2005.
حصلت أمنية على درجة الماجستير في خصائص المورفولوجي للاعبى ولاعبات الخماسي الحديث عام 2009 من كلية التربية الرياضية جامعة حلوان، فيما حصلت على الدكتوراه في فلسفة الإدارة الرياضة وجودتها في إعداد أبطال رياضيين عام 2016. وحاولت فخري حجز مقعدًا في برلمان 2015، إلا أنها لم تتمكن من ذلك.